# فرانک شولز (بازیکن فوتبال، زاده ۱۹۶۱)
فرانک شولز (انگلیسی: Frank Schulz؛ زادهٔ ۱۸ فوریهٔ ۱۹۶۱) بازیکن فوتبال اهل آلمان است.
از باشگاه‌هایی که در آن بازی کرده‌است می‌توان به باشگاه فوتبال آلمانیا آخن، باشگاه فوتبال بوخوم، باشگاه فوتبال آینتراخت فرانکفورت، باشگاه فوتبال اسنابروک، و باشگاه فوتبال بروسیا مونشن‌گلادباخ اشاره کرد.